# Brent Knoll
Brent Knoll – wzgórze w Anglii w hrabstwie Somerset między Highbridge i Weston-super-Mare na równinie Somerset Levels przy autostradzie M5. Również wieś w Somersecie o tej samej nazwie, położona w okolicy wzgórza. Wysokość wzgórza wynosi 137 m. Jest dostrzegalne z daleka, włącznie z Glastonbury. Od zawsze pełniło funkcje punktu orientacyjnego. Jest zbudowane ze skał wapiennych.

## Historia
Osadnictwo w tej okolicy sięga epoki brązu. W epoce żelaza istniało tam grodzisko. Przed osuszeniem Somerset Levels Brent Knoll był wyspą w Kanale Bristolskim. W czasach rzymskich i w średniowieczu znana była jako Mount of Frogs lub Isle of Frogs (Żabia Góra bądź Żabia Wyspa). W czasach panowania rzymskiego na szczycie wybudowano świątynię. W urnie wykopanej na wzgórzu znaleziono monety z czasów cesarza Trajana. W czasach saksońskich i w okresie inwazji Wilhelma Zdobywcy na wzgórzu żyło ok. 250 osób.

## Brent Knoll w kulturze
- W legendzie o Królu Arturze rycerz Idler przybył tu na koniu i pokonał trzech olbrzymów.